# Distretto di Tain
Il distretto di Tain  (ufficialmente Tain District, in inglese) è un distretto della regione di Bono del Ghana.